# Nawalny (Film)
Nawalny (Originaltitel Navalny) ist ein Dokumentarfilm aus dem Jahr 2022 unter der Regie von Daniel Roher. Thema des Films ist der russische Oppositionsführer Alexei Nawalny. Die Ereignisse im Zusammenhang mit seiner Vergiftung bilden einen der Schwerpunkte des von HBO Max und CNN Films produzierten Dokumentarfilms. Im Rahmen der Oscarverleihung 2023 wurde Nawalny als bester Dokumentarfilm ausgezeichnet.

## Inhalt
Der Film erzählt von den Ereignissen im Zusammenhang mit der Vergiftung des russischen Oppositionsführers Alexei Nawalny und der anschließenden Recherche unter Führung von Bellingcat. Am 20. August 2020 wurde Nawalny mit dem Nervenkampfstoff Nowitschok vergiftet. Er erkrankte während eines Fluges von Tomsk nach Moskau. Nach einer Notlandung wurde Nawalny in einem kritischen Zustand in ein Krankenhaus in Omsk gebracht und dort in ein Koma versetzt. Zwei Tage später wurde er auf Bitten seiner Frau Julia in die Charité in Berlin, Deutschland, verlegt. Der Einsatz des Nervenkampfstoffs wurde von fünf von der Organisation für das Verbot chemischer Waffen (OPCW) zertifizierten Labors bestätigt. Nawalny machte den russischen Präsidenten Wladimir Putin für die Vergiftung verantwortlich, während der Kreml wiederholt eine Beteiligung bestritten hat.
Der kanadische Filmemacher Daniel Roher hat Nawalny während seiner Genesung im Schwarzwald und einer Recherche mit Bellingcat in Österreich bis zu seiner Rückkehr nach Russland begleitet. Höhepunkt des Filmes ist, als Nawalny vor laufender Kamera mit den mutmaßlichen Drahtziehern des Anschlages auf ihn telefoniert und es ihm gelingt, Konstantin Kudrjawzew ein Geständnis zu entlocken. Bei seiner Rückkehr nach Russland wird Nawalny direkt am Flughafen verhaftet.

## Veröffentlichung
Der Film wurde am 25. Januar 2022 auf dem Sundance Film Festival uraufgeführt und feierte seine Deutschlandpremiere beim DOK.fest München. Am 24. April wurde der Dokumentarfilm bei CNN gezeigt. Am 28. April 2022 kam der Film in die Schweizer Kinos, am 5. Mai in die deutschen und am darauffolgenden Tag in die österreichischen. Am 26. Mai 2022 wurde Nawalny auf HBO Max, am 6. Juni auf RTL+ veröffentlicht. In der Schweiz erfolgt die Free-TV-Premiere am 20. September 2022 auf SRF zwei.

## Kritik
Der Kritiker des britischen Guardian, Phil Harrison, vergab fünf von fünf möglichen Sternen, nannte den Film „eines der atemberaubendsten Dinge, die Sie je sehen werden“ und schrieb: „diese erschreckende Dokumentation betritt die Gefilde des weit hergeholten Spionagethrillers – und doch ist alles wahr“. Der Filmkritiker der New York Times, Ben Kenigsberg, setzte den Film auf die „Critic’s List“ und lobte ihn ebenfalls: „Roher hat einen spannenden und fesselnden Blick auf Nawalny und seinen inneren Kreis geworfen.“
Das Lexikon des Internationalen Films vergab dem Film vier von fünf mögliche Sterne, bewertete ihn als „Sehenswert“ für Zuschauer ab 14 Jahren und empfahl ihn als „Kinotipp der Katholischen Filmkritik“. Nawalnys Nachforschungen und die öffentliche Überführung seiner Verfolger wirkten „wie ein spannungsgeladener Thriller“, wobei die Einblicke in die Recherchen seiner Mitarbeiter fast noch aufschlussreicher seien, in denen der Staatsterrorismus unter Putin demaskiert werde.
Beim österreichischen Radiosender Ö1 hieß es, Regisseur Roher versuche eine Gratwanderung zwischen notwendiger Nähe und zugleich dem Bemühen um Distanz: Bei Nawalnys Charisma sei „letzteres oft ein schwieriges Unterfangen“.

## Auszeichnungen
| Jahr | Kategorie                        | Institution            | Platzierung |
| ---- | -------------------------------- | ---------------------- | ----------- |
| 2022 | Audience Award: U.S. Documentary | Sundance Film Festival | Sieger      |
| 2022 | Festival Favorite Award          | Sundance Film Festival | Sieger      |

Cinema Eye Honors Awards 2022
- Nominierung in der Kategorie Nonfiction Feature
- Nominierung als Beste Produktion
- Nominierung für den Publikumspreis[13]

IDA Documentary Awards 2022
- Nominierung als Bester Dokumentarfilm[14]

British Academy Film Awards 2023
- Auszeichnung als Bester Dokumentarfilm

Oscarverleihung 2023
- Auszeichnung als Bester Dokumentarfilm